# Trasparenza bancaria
La locuzione trasparenza bancaria si indica l'insieme degli accorgimenti volti a rendere chiaro e comprensibile ad un utente di media istruzione il funzionamento dei rapporti con un istituto di credito o con una banca o con una finanziaria.

## Disciplina italiana
Con la legge 17 febbraio 1992, n. 154, e con il D.M. 24 aprile 1992, sono state introdotte alcune norme che impongono alle banche ed alle finanziarie di dare l'opportuno risalto alle clausole fondamentali che regolano tutti i rapporti tra la banca ed il singolo cliente.
Così, oltre alla specifica indicazione dei tassi applicati, a debito e a credito (oggetto anche di una comunicazione da inviarsi al cliente almeno una volta l'anno), debbono risultare chiaramente dal contratto le commissioni (spread) ed in generale il prezzo di ciascuna operazione, la valuta applicata, ed ogni altro dato utile alla comprensione del funzionamento del rapporto.
L'istituto ha anche l'obbligo di affissione di appositi avvisi, da esporsi nei locali degli istituti, che riportino le condizioni generali applicate alla clientela; la mancanza di pubblicità da parte dell'istituto comporta che i servizi dei quali non sia esposto il prezzo siano da intendersi gratuiti.
I contratti devono, salvo poche eccezioni, essere redatti in forma scritta, ed una copia deve esserne consegnata al cliente. Sono inoltre nulle le eventuali clausole di rinvio agli usi, poiché ogni punto del contratto deve essere espressamente dettagliato, e sono nulle anche le clausole che siano per il cliente meno convenienti, per prezzi e condizioni, rispetto a quanto riportato sugli avvisi affissi.